# よしもと自販機劇場
よしもと自販機劇場（よしもとじはんきげきじょう）は、日本国内で展開していた自動販売機。

## 概要
この自動販売機の設置にあたっての記者会見には村上ショージが出席、
UMAIによって2007年12月11日より展開。
紙カップの飲料の自動販売機で購入して商品が出てくるまでの時間に吉本興業の芸人の動画が放映されていた。
出演していたのは村上ショージ、Bコース、COWCOW、アップダウン、サバンナ、たむらけんじ、ですよ。、永井佑一郎 、中川家、なかやまきんに君、ハイキングウォーキング、FUJIWARA、平成ノブシコブシ。
2008年7月より第2弾が投入されて出演する芸人や動画が増える。村上ショージ、世界のナベアツ、FUJIWARA、鉄拳、永井佑一郎、あべこうじ、くまだまさし、ハローバイバイ、佐久間一行、中川家、COWCOW、ダイノジ、ハイキングウォーキング、平成ノブシコブシ、インポッシブル、タカダ・コーポレーション、ガリットチュウ、マキシマムパーパーサム、コンマニセンチ、ピース、大蛇が村にやってきた、イシバシハザマ、はんにゃ、アームストロング、Bコース。設置場所も増加する。
2009年1月より第3弾が投入される。座長は同じく村上ショージ。出演はＢコース、COWCOW、NON STYLE、インポッシブル、くまだまさし、ザ・パンチ、ジョイマン、はんにゃ、フルーツポンチ、ペナルティ、ワッキー、山崎邦正、ケンドーコバヤシ、スティーブン、セキルバーグ、ダイノジ。